# الدعارة في أذربيجان
الدعارة في أذربيجان غير قانونية؛ وبالرغمِ من ذلك فهي شائعة إلى حدٍ ما. من الناحية القانونية دائمًا؛ يُعدّ البغاء جريمة إدارية ويُعاقَب عليها بغرامة مالية تختلفُ حسب تقدير السلطات لكل حالة أمّا افتتاحُ بيت دعارة فيُعتبر جريمة جنائية في دولة أذربيجان ويُعاقب عليها بالسجن لمدة 6 سنوات. بحلول عام 2017؛ ظهرَ مشروع قانون اقترحتهُ الجمعية الوطنيةوينصُّ على إضافة غرامات مالية ثقيلة إلى العقوبة السجنيّة بخصوص افتتاح بيوت دعارة. في المُقابل؛ تشر التقديرات إلى أنّ هناك 25,054 بغيّة في أذربيجان؛ كما تتراوحُ أعمارُ البعضِ منهنّ بينَ الـ 15 و18 سنة.
خلال عهد الاتحاد السوفيتي؛ لم تكن الدعارة مألوفة في منطقة أذربيجان باستثناء بعض المناطق التي كانت معروفة وبخاصّة تلكَ التي كانت تخضعُ لسيطرة لجنة أمن الدولة. بشكلٍ عام؛ تنتشرُ الدعارة في مدينتي بادامدار وباكو حيثُ تكثر دُور الدعارة التي تتخفى في دَور مقاهي لاستقبالِ العملاء والزبناء. جديرٌ بالذكرِ هنا أنّهُ في عام 2011؛ تظاهرَ أكثر من 300 من السكان المحليين ضدّ الوضعِ في المِنطقة. يُعدّ البلد مقصدًا ووجهة للسياحة الجنسية خاصة فئة الرّجال القادمين من إيران، الإمارات العربية المتحدة والكويت.

## الاتجار بالجنس
تُعد أذربيجان بلدًا مُصدّرًا وبلد عبور في نفسِ الوقت للنّساء والأطفال ضحايا الاتجار بالجنس الداخلي والخارجي. الدول الشريكة لأذربيجان في هذه العمليّة هي ماليزيا، تركيا، روسيا ثمّ الإمارات العربية المتحدة. بشكلٍ عام؛ تتخدُ التجارة بالبشر في أذربيجان شكلًا مُتقدمًا حيث تُباع النساء بشكل متزايد على الإنترنت ومن أجلِ تمويه السلطات؛ يُعلن عن وظائف لكنّها في الحقيقة عمليات تهريب للبشر من أجل استغلالهم في الأمور الجِنسيّة. في المُقابل؛ تُعدّ أذربيجان بلد المقصد بالنسبة لضحايا الاتجار بالجنس من أوكرانيا، الصين، روسيا، تركيا، تركمانستان وأوزبكستان وفي السنوات السابقة كاتت أذربيجان بلد عبور لضحايا الاتجار بالجنس من آسيا الوسطى إلى دولة الإمارات العربية المتحدة وتركيا وإيران.
في عام 2005؛ حظرَ قانون مكافحة الاتجار بالأشخاص وبخاصّة المادة 144 من القانون الجنائي امتهان الجنس أو العمل فيه ووضعَ عقوبات زجرية تتراوحُ بينَ خمس سنوات و15. حقّقت الحكومة في اثنين وعشرين حالة استغلال جنسي في عام 2016 حيثُ حاكمت 30 متهمًا فأدانت 28 مُقابل 18 كانت قد أدانتهم في عام 2015 لنفسِ السلب. حُوكمَ اثنين من المهربين بالسجن بين سنة واحدة حتّى خمس سنوات وغرامة مالية لم يُكشف عن قيمتها فيما حُكم على تاجر آخر بالسجنِ عشر سنوات. من منظورٍ آخر؛ يُصنّف مكتب مراقبة ومكافحة الاتجار بالأشخاص التابع لوزارة الخارجية الأمريكية دولة أذربيجان في القائمة الثانية وهي القائمة التي تضمّ دول ذات سجل متوسط نوعًا ما في قضيّة الاتجار بالبشر لأغراض جنسية بحثة.